# 福寿
福寿（？—1356年），唐兀人。元末官员，参与平缴江南起义军，于集庆陷落时被杀。

## 生平
福寿幼俊茂，知读书，尤善应对。
长大后，入宫充当禁卫军，以资历授任长宁寺少卿，改任引进使，升为知侍仪使，晋升为正使。出为饶州路达鲁花赤，被提升为淮西廉访副使。入朝任工部侍郎，佥太常礼仪院事，拜监察御史，改任户部侍郎，升尚书，出为燕南廉访使，又五次迁转为同知枢密院事。

### 元末民变
至正十一年（1351年），颍州上奏当地民变，时元顺帝车驾在上都，朝堂皆犹豫未决，想要派驿卒上奏，等待指示。福寿当机立断，认为先平乱再禀告。。于是决议调兵五百，遣卫官哈剌章、忻都、怯来讨之然后奏闻顺帝。元顺帝赞善他处事得宜，第二年，改任也可札鲁忽赤。不久，出任淮南行省平章政事。此时，濠、泗都已陷落，师久无功。福寿至，督战甚急，而上游贼势非常汹涌，福寿便建议筑石头，截断江面，守御很有方略，众人都依靠他固守。
十五年，福寿改任江南行台御史大夫。先是，集庆尝有隐患，阿鲁灰以湖广平章政事将苗军来援，事平之后，其军镇扬州。而阿鲁灰御军无纪律，苗蛮素犷悍，每日烧杀掳掠，没有人能加以管制。不久苗军杀阿鲁灰反叛，而集庆之援遂绝。等到高邮、庐、和等州相继沦陷，而集庆形势愈加孤单，人心益震恐，且仓库无积蓄，计未知所出，于是民乃愿为兵以自守。福寿于是下令百姓有钱的皆助以粮饷，激厉士众，做好完守的打算。元廷知其功劳，多次赏赐他。

### 城陷殉难
十六年三月（1356年），红巾朱元璋率军兵围集庆，福寿数督兵出战，尽闭诸城门，独开东门以通出入，而城中兵力已支持不住，城遂破（集庆之战）。百司皆逃溃，福寿独坐凤凰台下的胡床，指麾左右。手下劝他逃离，福寿加以呵叱。达鲁花赤达尼达思见其独坐若有所为者，从问所决，留下也没离去。不久乱兵从四面八方围上来，福寿遂遇害，尸体下落不明。达尼达思及治书侍御史贺方一同遇害。

## 后事
事闻，朝廷赠福寿金紫光禄大夫、江浙行省左丞相、上柱国，追封卫国公，谥忠肃。